# Clay Mathematics Institute
Clay Mathematics Institute (CMI) er et amerikansk almennyttig organisation, hjemmehørende i Cambridge, Massachusetts, USA, etableret i 1998 af forretningsmanden Landon T. Clay og hans hustru Lavinia D. Clay.
Organisationens formål er udbredelse af kundskab til matematik samt foretager tildeling af udmærkelser og legater til lovende matematikere.
Organisationen er særligt kendt for at have lavet millenniumproblemerne, hvor den har udlovet en pris på 1.000.000 $ for at løste hver af 7 problemer.

## Ekstern henvisning
- Clay Mathematics Institute, hjemmeside (engelsk)

42°22′20″N 71°06′58″V / 42.3722°N 71.1161°V